# Lavoisiera nervulosa
Lavoisiera nervulosa är en tvåhjärtbladig växtart som beskrevs av Charles Victor Naudin. Lavoisiera nervulosa ingår i släktet Lavoisiera och familjen Melastomataceae. Inga underarter finns listade i Catalogue of Life.